# Jymmy Dougllas França
Jymmy Dougllas França (n. 15 aprilie 1984) este un fotbalist brazilian care joacă pe postul de atacant. A fost golgheterul Diviziei Naționale 2009-2010 cu 13 goluri, la egalitate cu Alexandru Maximov.

## Palmares

### Club
Sheriff Tiraspol
- Divizia Națională: 2009–10

Vicecampion: 2010–11
- Cupa Moldovei: 2009–10

### Individual
Sheriff Tiraspol
- Golgheter – Divizia Națională: 2009–10 (13 goluri; împărțit cu Alexandru Maximov)[1][2]